# Harry Tavitian
Harry Tavitian (Konstanca, Románia, 1952) örmény származású román dzsesszzongorista, az egyik legjelentősebb kortárs európai dzsesszmuzsikus.

## Élete és pályafutása
Hatévesen kezdett zongorázni. A bukaresti Zeneakadémián (ma: Bukaresti Nemzeti Zeneművészeti Egyetem) tanult. 1970-ben egy brassói Memphis Slim koncert hatására fordult előbb a blues, majd a dzsessz felé és énekelni is ekkor kezdett. 1976-ban végleg felhagyott a komolyzenével.
1978–1987 között munkahelyén, egy konstancai könyvtárban dzsesszklubot vezetett, ahol felvételek is készültek.[forrás?]
Európa számos országában (köztük hazánkban) és az Egyesült Államokban is fellépett fesztiválokon, koncerteken.
Az évek során számos zenésszel játszott együtt koncerteken, lemezfelvételeken: Johnny Răducanu, Cserey Csaba, Mihai Iordache, Anatoly Vapirov, Alexander Bălănescu, Edi Neumann, Hanno Höfer, Ivo Papasov, Jürg Solothurnmann, Wolfgang Puschnig, Hans Kumpf, Floros Floridis, Jimi El Lako és Mario Florescu.
Sokat tesz a romániai örmény kisebbség kultúrájáért.

## Diszkográfia

### Lemezek
- Horizons (Leo Records, London, 1985) – George Mănescu, Cătălin Frusinescu, Alexandru Ianoş és Corneliu Stroeval
- Transylvanian Suite (Leo Records, London, 1986) – Corneliu Stroeval
- East-West Creativ Combinations (Electrecord, Bukarest, 1988) – Hans Kumpf, Reinhart Hammerschmidt és Corneliu Stroeval
- The Creation (Electrecord, Bukarest, 1991) – Corneliu Stroeval
- There's Always a Hope (Szófia, 1993) – Anatoly Vapirovval
- Black Sea Orchestra (Athén, 1998)
- Axis Mundi (Bukarest, 1999) – Az Orient Express-szel
- Old Balkan Rhapsody – szóló zongora. A felvételek az Europa Festival Jazz-Noci, Olaszországban, 1993. június 26. és Szeged, Magyarországon, 2000. április 18. készültek.
- Open End – Hans Kumpffal / klarinét. Felvétel: Tonstudio Zuckerfabrik, Stuttgárt – 1984. november 16.
- Balkaz – Mihai Iordacheval / szaxofon. Felvétel: Bukarest – 2004. szeptember 23.
- Dancin' 'round the Black Sea – Anatoly Vapirovval. Felvétel: Várna, Bulgária – 2001. december 19.
- Birth – Cserey Csabával. Felvétel: Bukarest – 2008. október 10.
- Live at Comburg Abbey – Hans Kumpffal / klarinét. Felvétel Comburg – Schwabisch Hall, Németország – 2008. június 3.

### Kazetták
- Open End – Hans Kumpffal
- Alone – szóló zongora
- Roots – A Blues Community-val (Cătălin Rotaru, Corneliu Stroe, Hanno Hoefer)
- Sonatas in Solitude – Eugen Gondival
- Last Romantic – Anatoly Vapirovval